# Gatunganga
Gatunganga  es un asentamiento que se encuentra en la región de Nyeri, en la Provincia Central de Kenia,  tiene una altitud de 1,709 metros y está situada cerca de Gachika y al suroeste de Karuthi, La distancia de Gatunganga a la capital de Kenia, Nairobi, es de aproximadamente 100 km / 62 mi (en línea recta).
El yacimiento de Gatung'ang'a, cerca de Nyeri, proporciona pruebas de una fundición de hierro muy extensa y se atribuye al pueblo Gumba que, según la tradición, precedió a los Kikuyu en esta zona. En la excavación se encontraron fragmentos de cerámica del tipo Kwale en el nivel inferior, y de una cerámica tosca probablemente derivada de ésta en el superior. Esto se considera una prueba de que los ocupantes eran de habla bantú, pero la comparación con otros yacimientos del centro de Kenia plantea dudas sobre si eran realmente los gumba, y la identidad de estos últimos sigue sin demostrarse.

## Localización
Coordenadas
UTM : BV85
Coordenadas geográficas en grados decimales (WGS84)
Latitud : -0.417
Longitud : 37.050
Coordenadas geográficas en grados minutos segundos (WGS84)
Latitud : -2 50' 0''
Longitud : 37 03' 00''.
Luz diurna
Amanecer : 05: 35:12
Atardecer: 17:41:10

## Clima
Los meses más cálidos (con el máximo promedio de temperatura alta) son febrero y marzo (25.6 °C). El mes con el promedio de temperatura alta más bajo es julio (20.6 °C). El mes con el promedio de temperatura baja más alto es abril (12 °C). El mes más frío (con el promedio de temperatura baja más bajo) es julio (9.3 °C). Los meses con la humedad relativa más alta son mayo y junio (83%). El mes con la humedad relativa más baja es febrero (65%). El mes más húmedo (con la precipitación más alta) es abril (104mm). El mes más seco (con la precipitación más baja) es enero (29mm). El mes con el número de días lluviosos más alto es abril (25 días). El mes con el número de días lluviosos más bajo es febrero (10.1 días). El mes con días más largos es diciembre (Luz diurna media: 12h and 9). El mes con días más cortos es junio (Luz diurna media: 12h and 6). Meses con más sol son enero y febrero (Promedio de insolación: 9.5h). Los meses con menos sol son mayo y julio (Promedio de insolación: 8.5).